# Сврачкови
Сврачкови (Laniidae) са семейство средноголеми птици от разред Врабчоподобни (Passeriformes).
То включва 31 вида от 4 рода, разпространени главно в Стария свят, с два вида, гнездящи в Северна Америка. Повечето видове предпочитат открити степни или саванни местности. Хранят се с насекоми и дребни гръбначни.

## Родове
Семейство Laniidae – Сврачкови
- Lanius – Сврачки
- Corvinella
- Eurocephalus
- Urolestes